# Gmail Drive
GMail Drive是過往一個附加於微軟Windows檔案總管的免費介殼（Shell）Namespace擴展程式，使用此程式可以在工作站（個人電腦）上建立一個新的網路分享空間。使用者需要一個Gmail帳戶才能使用這個擴展程式。這個擴展程式可以讓使用者利用Windows中的檔案「複製」和「貼上」命令以在使用者的電腦和Gmail帳戶間傳送檔案，就像Gmail帳戶空間是一個在該名使用者的區域網路中的一個硬碟，又名網上硬碟。
此程式自2015年起已經停止維護。

## 功能
每當使用者帳戶直接拖放或複製檔案到Gmail Drive之後，在網路上使用者帳戶的個人Gmail信箱中就會收到一封電子郵件，並紀錄了檔案的傳送時間、名稱與附加檔（就是上傳的檔案）。由於Gmail Drive連到網絡使用，且Gmail Drive容許多個使用者共用同一個Gmail帳戶，要模擬一個多人使用的檔案伺服器，可以先新建立一個Gmail帳戶，再將使用者名稱與密碼分發（這個方法不太安全）。另外，將Gmail信箱中的主題名稱移除「FW：」字眼後直接寄出，有安裝Gmail Drive的帳戶也會再一次接收這個檔案。Gmail Drive可以定時檢查郵件帳戶（使用Gmail搜索功能）以檢查有沒有新的檔案及重建目錄架構。

## 限制
因為GMail帳戶的收件箱會被用來儲存檔案，而Google限制一封電子郵件的附件不得大於25MB，所以GMail Drive不能接受大於25MB的文件。另外經過實地測試，雖然支援大部分的中文字，仍有少數中文無法被顯示，及每個檔案加上檔案夾在內字元上限為40個，這是因為基於GMail在設計時限制了附加檔的字元上限。而且亦因安全理由，不支援zip和exe格式（即副檔名為zip或exe的檔案）。

## 警告
Gmail Drive是一個還在研究階段的軟件，一旦Google改變Gmail的編程介面，Gmail Drive即可能會無法運作；可是Gmail Drive很可能會被更新以反映這種變化。
Gmail服務條款并没有明文限制Gmail Drive的使用。

## 參看
- 虛擬磁碟
- Gmail
- GmailFS
- RoamDrive（页面存档备份，存于） 與Gmail drive並不相容。